# Henry Camara
Henry Naby Juni Camara (ur. 6 maja 2006) – gwinejski piłkarz, występujący na pozycji napastnika we włoskim klubie Atalanta BC, reprezentant Gwinei U23, olimpijczyk z Paryża 2024.
Posiada obywatelstwo gwinejskie i francuskie.

## Kariera

### Kariera reprezentacyjna
W reprezentacji Gwinei U-23 gra od 2024. Z reprezentacją olimpijską wziął udział w Igrzyskach Olimpijskich w Paryżu w 2024.

### Kariera klubowa
Do 2022 grał w juniorskiej drużynie Amiens SC U19, we Francji. Od 5 sierpnia 2022 jest zawodnikiem włoskiej Atalanty BC, występując w jej juniorskich zespołach, kolejno w kategoriach U17, U18 i U20.